# Congregació de Sant Josep
La Congregació de Sant Josep (en llatí Congregatio Sancti Iosephi) és una congregació religiosa clerical de l'Església Catòlica, de dret pontifici, fundada per Sant Leonardo Murialdo de Torí el 19 de març del 1873. Els membres d'aquesta congregació són coneguts també com els Josefins de Murialdo i tenen les sigles C.S.I.

## Història

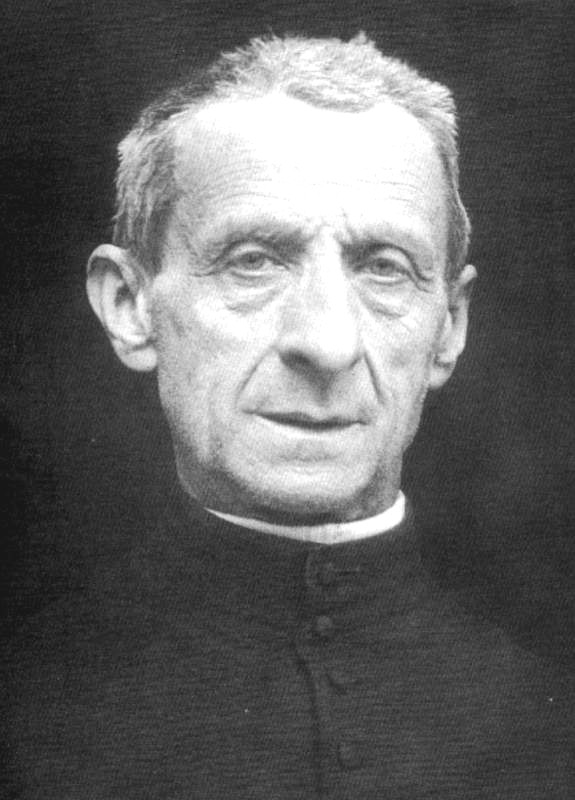
Leonardo Murialdo (1828-1900), fundador de la Congregació de Sant Josep.

### Origen
Leonardo Murialdo, sacerdot italià, des de la seva ordenació (1851) es dedicà a l'assistència i ensenyament dels joves pobres als oratoris de Torí. Sense ingressar en la Societat Salesiana, li foren de gran ajut en l'ensenyament pastoral de Don Bosco. El 1866 fou nomenat rector de l'Opera degli Artigianelli, fundada per Giovanni Cocchi, per a l'educació cristiana i la formació professional dels joves pobres i abandonats. Durant el seu govern, Murialdo enriquí l'obra amb la colònia agrícola i amb una casa per als joves treballadors. El sacerdot, el 1871, promogué la primera associació catòlica obrera de Torí i fundà el periòdic La voce dell'operaio, actual revista La voce del popolo de l'arxidiòcesi de Torí.

### Fundació i aprovació
Amb l'ideal de donar continuïtat a les obres desenvolupades, Murialdo, el 19 de març de 1873, fundà al col·legi Artigianelli la Congregació de Sant Josep. Va dedicar a aquest nou orde els últims anys de la seva vida. Amb l'ajut d'Eugenio Reffo, redactà els primers texts legislatius de l'institut. La congregació obtingué el pontifici decret de lloança el 7 de maig de 1890 i les seves constitucions foren aprovades definitivament per la Santa Seu l'1 d'agost del 1904.

### Expansió
Fou sota el govern dels successors de Murialdo que la congregació conegué la seva expansió fora d'Itàlia. El 1904 s'obriren les primeres escoles agràries i d'art a Cirenaica. El 1915 arribaren al Brasil i el 1922 a l'Equador. A l'Argentina s'hi instal·laren el 1935 i el 1949 a Xile i als Estats Units.

## Característiques
Leonardo Murialdo volgué posar la nova Congregació sota el patrocini de Sant Josep per la veneració que professava a aquest sant. El proposà com el model en què els josefins haurien d'inspirar-se, sobretot per dur a terme aquests principis: obediència a la voluntat del Pare amb esperit de fe; opció evangèlica per una vida pobra, amagada i laboriosa; esperit de família viscut en la humilitat, en la caritat i en l'acollida de tothom, sobretot envers els més desafavorits; i compromís directe en la formació dels joves (a imitació de Sant Josep, que educà Jesús).

## Activitats i presència

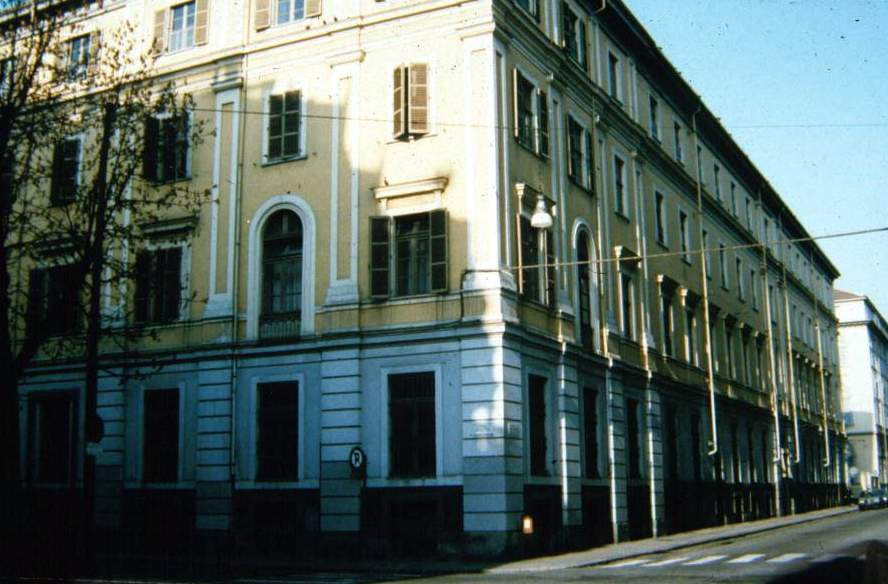
El Col·legi Artigianelli, fundat el 1849 per Giovanni Cocchi a Torí, fou el lloc on Leonardo Murialdo donà inici a la congregació.

Els Josefins de Murialdo desenvolupen llurs activitats en col·legis, centres juvenils, parròquies, centres de formació professional, missions, entre altres obres pastorals. Es dirigeixen particularment als joves, sobretot als més pobres, i treballen per llur educació integral. Dediquen una atenció especial al món del treball, als joves treballadors i a llur formació.
El 2011 la Congregació de Sant Josep comptava amb uns 599 religiosos, 427 dels quals sacerdots, i 107 cases, presents a Albània, Argentina, Brasil, Xile, Colòmbia, Equador, Espanya, Estats Units, Ghana, Guinea Bissau, Itàlia, Mèxic, Romania i Sierra Leona. La cúria general es troba a Roma i l'actual superior general és Mario Aldegani.